# هندریک لاو
هندریک لاو (انگلیسی: Hendryk Lau؛ زادهٔ ۵ سپتامبر ۱۹۶۹) بازیکن فوتبال اهل آلمان است.
از باشگاه‌هایی که در آن بازی کرده‌است می‌توان به باشگاه فوتبال دینامو برلینر و باشگاه فوتبال درسدنر اشاره کرد.